# Copicucullia astigma
Copicucullia astigma är en fjärilsart som beskrevs av Smith 1894. Copicucullia astigma ingår i släktet Copicucullia och familjen nattflyn. Inga underarter finns listade i Catalogue of Life.